# Bardo Pond
Bardo Pond — американская спейс-рок-группа, образованная в 1991 году и в настоящее время подписанная на лондонский лейбл Fire Records (Великобритания). Текущие участники: Майкл Гиббонс (гитара), Джон Гиббонс (гитара), Изобель Солленбергер (флейта и вокал), Клинт Такеда (бас-гитара) и Джейсон Куркунис (ударные). Музыку Bardo Pond часто классифицируют как спейс-рок, эйсид-рок, построк, шугейзинг, нойз или психоделический рок. Некоторые названия альбомов Bardo Pond были получены из названий эзотерических психоделических веществ. Их звучание сравнивают с Pink Floyd, Amon Düül и особенно Spacemen 3.
AllMusic описывает Bardo Pond как имеющую «длительные, продуманные звуковые исследования, наполненные всеми отличительными чертами современного спейс-рока: гудящие гитары, густой дисторшн, обратная связь, реверберация и потоки белого шума». Bardo Pond — дружелюбная к поклонникам группа, которая призывает фанатов записывать свои выступления.
По словам гитариста Майкла Гиббонса, участники группы собрались вместе после окончания университета: «... мы, по сути, только что окончили колледж, и мы просто очень заинтересовались бесплатной музыкой, и вот с этого все и началось. И мы тоже были художниками [некоторые участники группы являются визуальными художниками]. Так что мы просто начали играть свободные импровизированные звуки — это была просто своего рода любовь к созданию шума и звуков, которая сплотила нас. По сути, мы не научились играть песни, пока не прошло около четырех лет, и вот тогда все начало получаться, и мы действительно сочиняли песни. Но это все равно одно и то же». Присоединившись к гитаристу Клинту Такеде, они начали джемовать, и Такеда дал трио название Bardo Pond, из Тибетской книги мёртвых. В то же время к группе присоединились школьные приятели Солленбергер и Зентц. Группа выпустила первую из нескольких самостоятельно распространяемых кассет Shone Like a Ton в 1992 году, а затем выпустила Bufo Alvarius на Drunken Fish Records в 1995 году (название было взято из научного названия печально известной галлюциногенной жабы, обитающей на западе США). Их следующий прорывной альбом Amanita 1996 года (названный в честь малоизвестного галлюциногена из Индии) ознаменовал переход группы на Matador Records и международную дистрибуцию.

## Дискография
Смотри статью «Дискография Bardo Pond» в англ. разделе.
- Shone Like a Ton (1992)
- No Hashish, No Change Money, No Sake Sake (1993)
- Bufo Alvarius (1995)
- Amanita (1996)
- Lapsed (1997)
- Set and Setting (1999)
- Vol. 1 (2000)
- Dilate (2001)
- Vol. II (2001)
- Vol. 3 (2002)
- Vol. IV (2002)
- Tigris/Euphrates split 12" with Subarachnoid Space (2002)
- On the Ellipse (2003)
- 4/23/03 with Tom Carter (2004)
- Vol. 5 (2004)
- Vol. 6 (2005)
- Ticket Crystals (2006)
- Batholith (2008)
- Circuit VIII (2008)
- Vol. 7 (2009)
- Peri (2009)
- Gazing at Shilla (2009)
- Bardo Pond (2010)
- Yntra (2012)
- Peace On Venus (2013)
- Parallelogram with Yo La Tengo (2015)
- Acid Guru Pond with Acid Mothers Temple and Guru Guru (2016)
- Under the Pines (2017)
- Vol. 8 (2018)
- Peel Sessions (2023)
- Vol. 9 (2024)